# École historique de Montréal

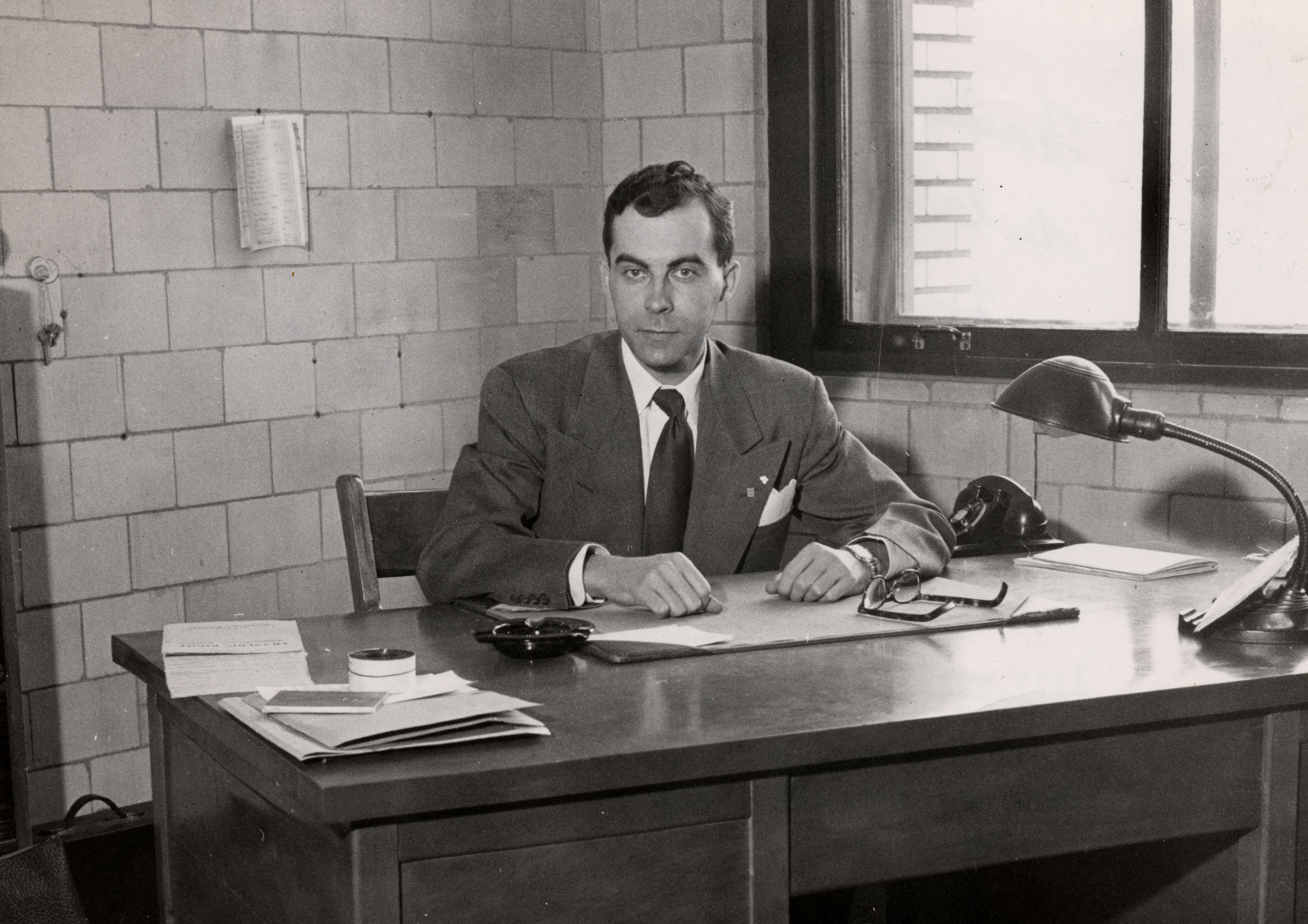
Guy Frégault, représentant de l'École de Montréal.

Pour les articles homonymes, voir École de Montréal.
L'École historique de Montréal est une école de pensée historiographique établie à l'Université de Montréal et représentée par les historiens Michel Brunet, Guy Frégault et Maurice Séguin. Inspirés par Lionel Groulx, ils insistent sur les effets de la Conquête britannique pour expliquer les retards sociaux et économiques des Canadiens français. Cela dit, une partie de la théorie de l'École de Montréal s'est bâtie contre la pensée groulxiste.

## Pensée
L'école de pensée s'est notamment construite en opposition à la tradition historiographique canadienne française, présentant le récit d'un peuple canadien français ayant surmonté le défi de la Conquête anglaise, grâce aux combats menés par sa population et les membres de son élite, pour aboutir au « miracle » de la survivance des piliers de la nation canadienne française, soit la langue, la religion et le mode de vie agricole. Ces combats auraient aboutis à la Confédération canadienne, un pacte entre deux peuples reconnus comme égaux.
Or, pour les membres de l'école de Montréal, la Conquête n'a pas été surmontée. Elle représente une catastrophe dans l'histoire du Canada français « parce qu'elle allait provoquer le remplacement d'une source de colonisation par une autre, pulvériser les cadres sociaux de la société de la Nouvelle-France pour les remplacer par ceux d'une autre métropole et refouler les Canadiens [français] dans l'agriculture ». De cet événement a résulté une société « anormale », dont « les principaux leviers politiques et économiques lui échappent ».
En opposition à cette situation délétaire, la situation de la Nouvelle-France aurait été celle d'une société "normale". Selon l'historien François-Olivier Dorais, "Cette idée de « normalité » est au coeur du projet historiographique des historiens néonationalistes de l’École de Montréal [...] qui, après la Seconde Guerre, présenteront la Nouvelle-France comme une société [...] suivant une courbe de développement socioéconomique comparable à celle des autres colonies du monde occidental."

## Réception
Si les historiens de l'École de Montréal et Lionel Groulx ont en commun de considérer la Conquête comme un événement central et néfaste dans l'histoire du Canada français, Groulx s'oppose au pessimisme de ses successeurs. Il croyait « ce mal curable », tout en affirmant « une certaine grandeur de notre histoire ». Aussi, les historiens de l'École de Laval s'opposent aux thèses de l'École de Montréal, eux qui croient que ce recul des Canadiens français est principalement dû à l'emprise du clergé catholique, et que l'arrivée des Britanniques au Québec a été bénéfique sur tous les plans, en particulier sur le plan économique.
L'École de Montréal a inspiré plusieurs indépendantistes québécois. L'historien Ronald Rudin s'est aussi intéressé aux idées développées par l'école.

## Quelques historiens affiliés
- Éric Bédard
- Michel Brunet
- René Durocher
- Guy Frégault
- Paul-André Linteau
- Jean-Claude Robert
- Maurice Séguin